# Fétichisme des sous-vêtements
Le fétichisme des sous-vêtements est un fétichisme sexuel se caractérisant par l'attribution d'un désir érotique et par la recherche d'une satisfaction sexuelle, par le contact, l'odeur ou la vue des sous-vêtements. Il regroupe tant les hommes qui cherchent à se vêtir des sous-vêtements féminins, que ceux qui sont attirés par la représentation de l'intimité féminine.

## Types de fétichisme

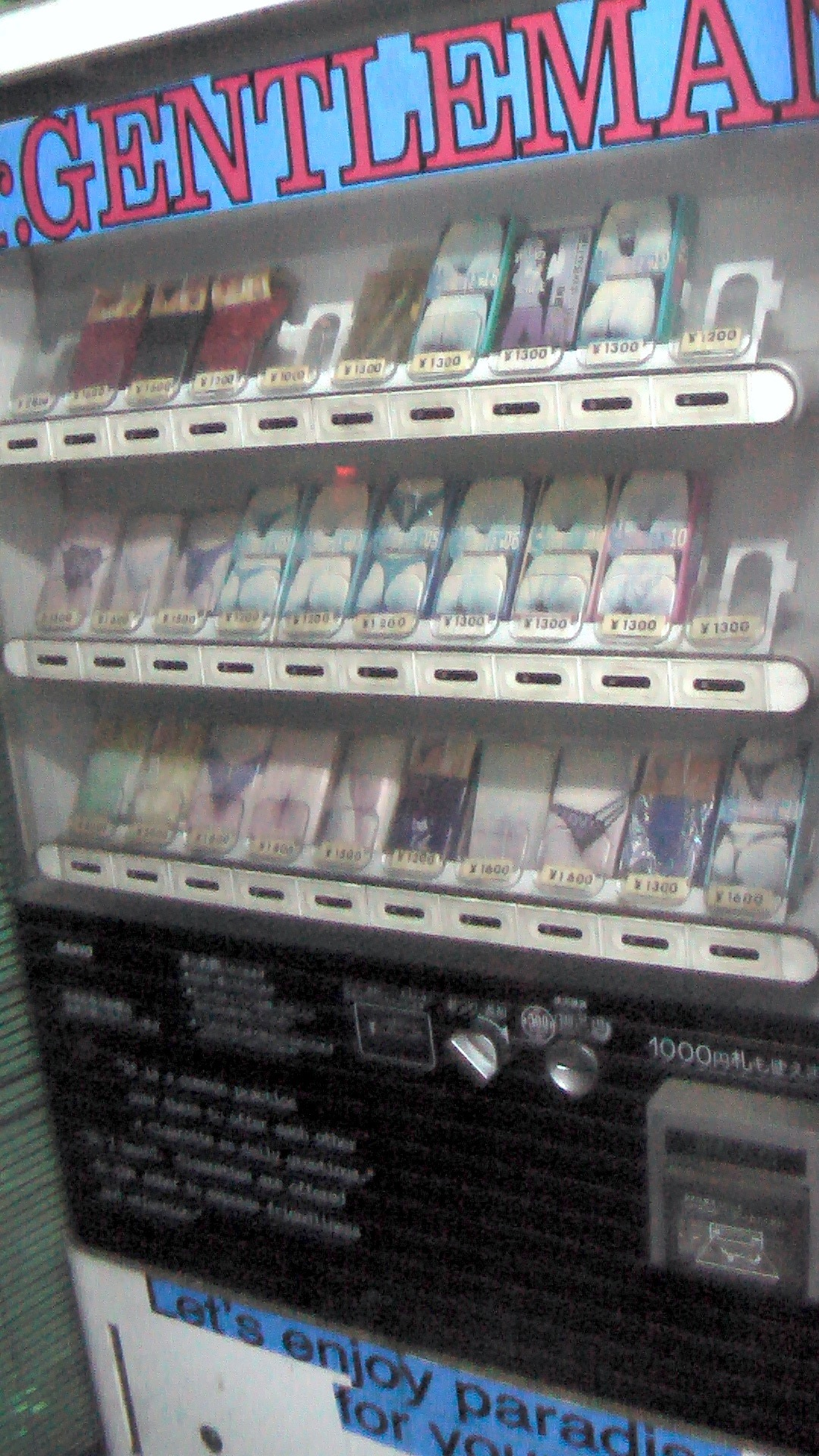
Distributeur de culottes au Japon (2009).

Outre les petites culottes, plusieurs autres sous-vêtements peuvent être source de fétichisme comme les bas, les chaussettes et les collants, les soutiens-gorge.
La pratique du fétichisme des sous-vêtements dispose de ses propres codes. Ainsi, au Japon, le fétichisme des sous-vêtements se nomme burusera (en). Il comporte des sous catégories : le panchira consiste à regarder la culotte sous la jupe du modèle, le kagaseya est la pratique où le client peut renifler la culotte directement portée sur son modèle, le namasera est le fait d'enlever sa culotte portée directement devant le client.
Au-delà du plaisir sexuel, le fétichisme des sous-vêtements est bien souvent l'occasion pour deux personnes de nouer une relation privilégiée virtuelle, par l'intermédiaire d'un objet symbolique intime.
Ce fétichisme a aussi sa variante homosexuelle pour des hommes qui recherchent la vision d'autres hommes en sous-vêtements, qui aiment à collectionner des sous-vêtements masculins de partenaires.

## Étude de la pratique
La recherche des odeurs corporelles et des marques des sécrétions tant vaginales qu'autres (urine, excréments, règles féminines ou sperme) est courante.
Les deux premières hypothèses expliquent d'une part la recherche de représentation photographique à la limite du voyeurisme, de l'autre une recherche de représentation de sous-vêtements souillés. Elles entraînent un commerce prolifique sur internet, via des sites individuels ou des plateformes spécialisées. Ce phénomène débuta au Japon dans les années 1990, avant de s'étendre à d'autres pays.